# Kifissiá (métro d'Athènes)
Kifissiá (grec moderne : Κηφισιά) est la station terminus nord de la ligne 1 du métro d'Athènes. Elle est située sur le territoire de la municipalité de Kephissia, dans le district Athènes-Nord de la banlieue d'Athènes en Grèce.
Elle est mise en service en 1957 et totalement remise à niveau en 2004.

## Situation sur le réseau

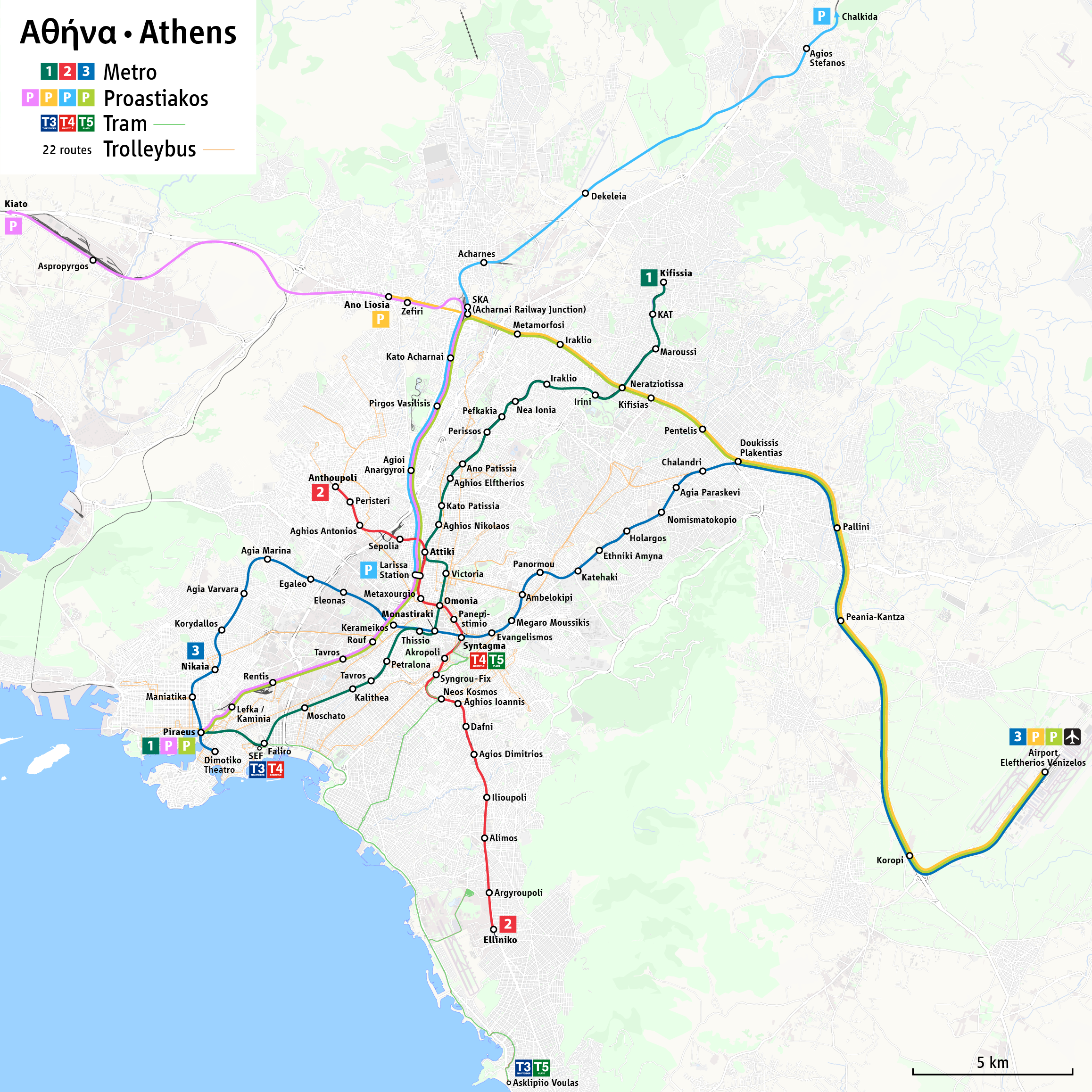
Plan des réseaux (2020)

Établie en surface, la station Kifissiá est le terminus nord de la ligne 1 du métro d'Athènes, avant la station KAT, en direction du terminus Le Pirée.
En tant que station terminus, elle dispose d'une arrière-gare de cinq voies de garage, plus une voie en impasse parallèle aux voies de service voyageurs. Pour que les rames soient acheminées aux voies 5, 6 et 7 de l'arrière-gare, en raison de leur emplacement, elles doivent effectuer deux rebroussements.

## Histoire
La station terminus, Kifissiá , est mise en service le 10 août 1957.
La station comporte 2 voies et 2 quais, dont le premier latéral et le second central. Depuis sa mise en service en 2000, le quai central était coupé du reste de la station et ne pouvait accueillir de trains en service. Pendant cette période, la première voie menait aux voies de garage dans l'arrière-station. De ce fait, entre 1957 et 1982, un train sur deux en provenance du sud de la ligne était terminus à Iráklio, puis de 1982 à 2000 à Iríni. En 2000, où l'interconnexion entre les deux quais a été inaugurée, la première voie est en impasse tandis que la seconde est celle qui mène à l'arrière-gare. Dès lors, toutes les missions ont comme terminus la station de Kifissiá, excepté quelques missions spéciales.
La station a été réhabilitée pour les Jeux olympiques d'Athènes et a rouvert le 14 juillet 2004.

## Services aux voyageurs

### Accès et accueil
Elle est accessible : par son accèz principale, rue Dragoumi, avec l'entrée du bâtiment ; par son accès secondaire, rue Tatoiou, qui permet d'accéder à un passage sous voie par l'intermédiaire d'un escalier et d'un ascenseur.

### Desserte

Installations et desserte
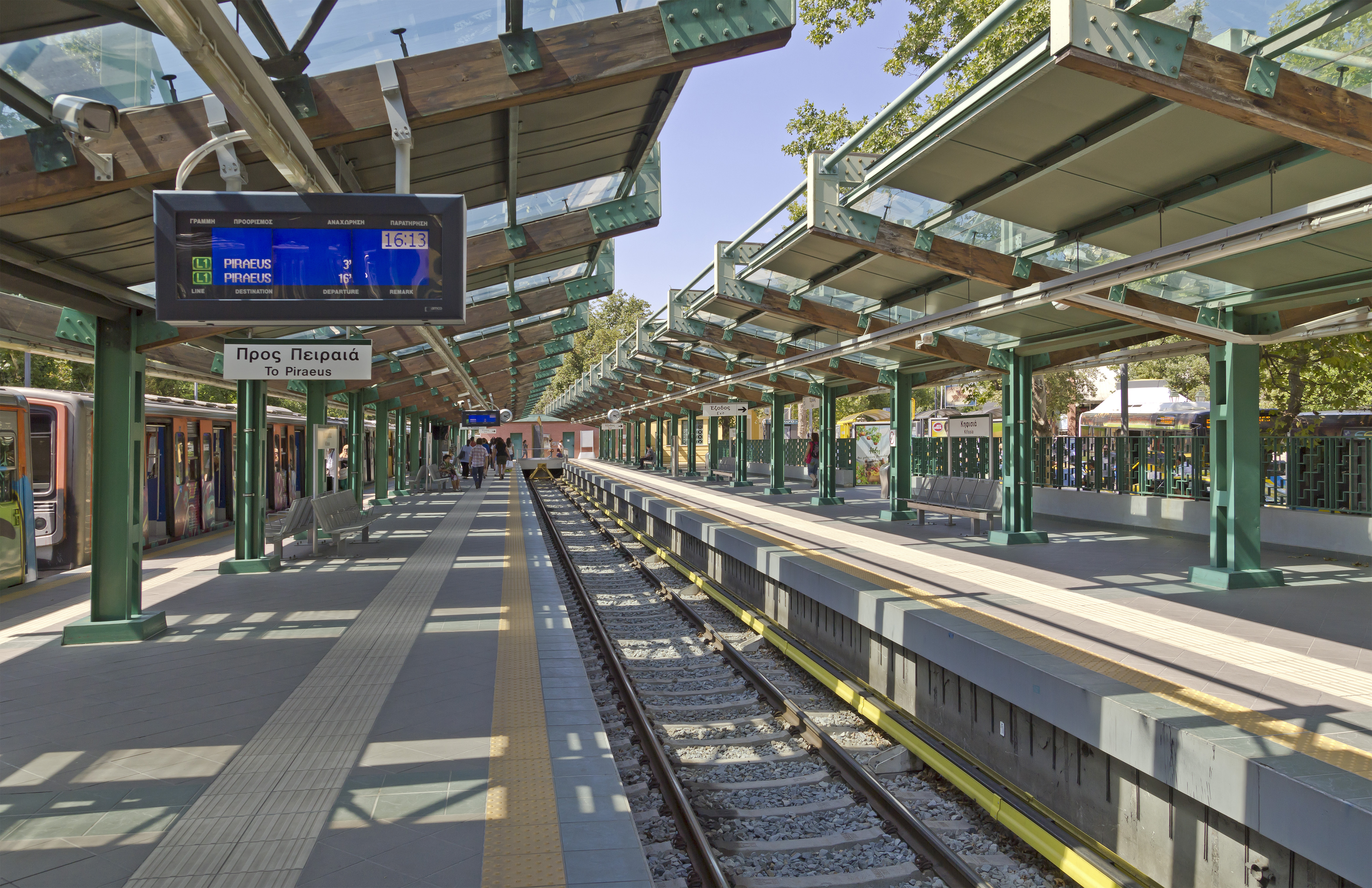
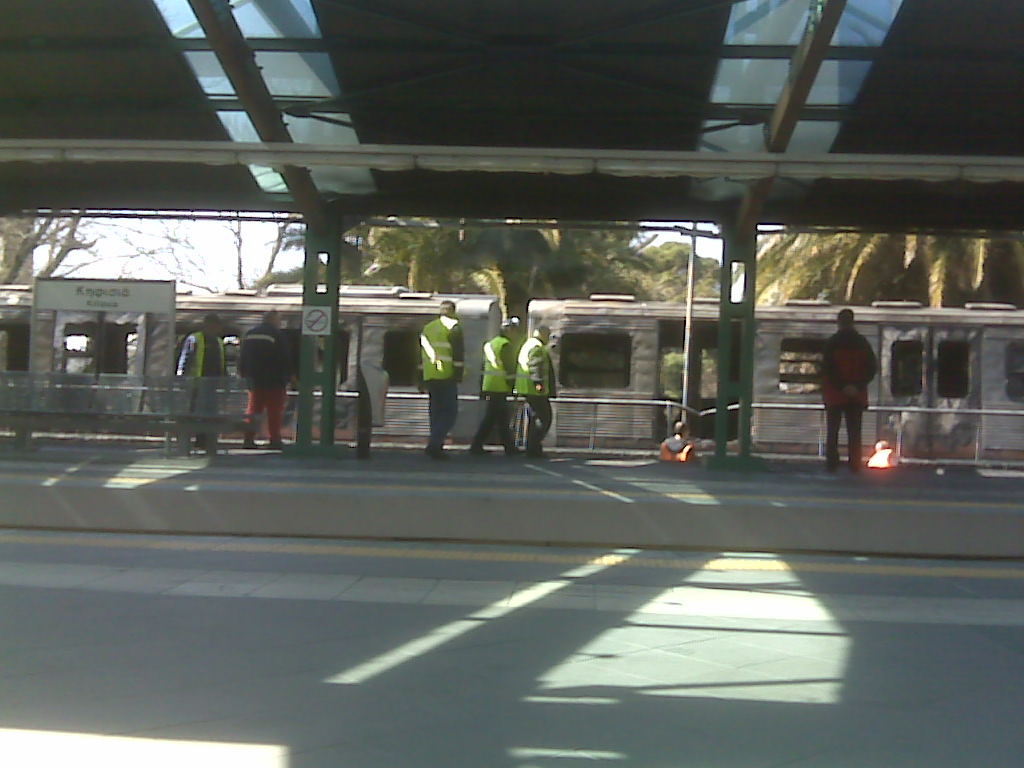